# Edmonson (Teksas)
Edmonson – miasto w Stanach Zjednoczonych, w stanie Teksas, w hrabstwie Hale.